# لورين شولر دونر
لورين شولر دونر (بالإنجليزية: Lauren Shuler Donner)‏ (وُلدت في 23 يونيو عام 1949) هي منتجة أفلام أمريكية، متخصصة في الأعمال الترفيهية السائدة التي تجذب الشباب والعائلة. تمتلك شركة دونر برفقة زوجها، المخرج ريتشارد دونر. حققت أفلامها حتى الآن نحو 4.5 مليون دولار حول العالم، معظمها بفضل سلسلة أفلام إكس مِن.

## نشأتها ومسيرتها المهنية
وُلدت دونر في كليفلاند، أوهايو، لعائلة يهودية، وكان والدها موزعًا لتجار الجملة وكانت والدتها ربّة منزل. ترعرعت في كليفلاند، حيث شرعت بالتصوير وكانت تذهب في الكثير من الأحيان إلى السينما برفقة أحد أنسبائها. درست السينما في جامعة بوسطن، متخصصة في الإنتاج والتحرير. عملًا بنصيحة أحد المدرسين، سافرت إلى لوس أنجلوس أملًا في دخول مجال الصناعة الترفيهية.
بينما عملت دونر في لوس أنجلوس محررةً مساعدة للأفلام الطبية والتعليمية، بحثت عن وظائف أخرى، وعلى الرغم من عدم نيتها العمل في التلفاز، قادتها فرصة اجتماع في مقر محطة إن بي سي الإذاعية إلى ترك بياناتها هناك. في عام 1973، دعت المحطة شولر إلى عمل مؤقت تشغّل فيه موظفين خلال العطلة. شغلت العديد من الوظائف، إلا أنها قررت أن الأفضل لها هو العمل مشغلة كاميرا نظرًا إلى خبرتها في التصوير. بعد تعليمها حول التصوير من قبل فريق برنامج ذا تونايت شو، طلبت شولر من محطة إن بي سي العمل على الأخبار المحلية. اتخذت لنفسها بعد ذلك عملًا مستقلًا مع شركة ميتروميديا، مصوّرة لحفلات الروك والمسلسلات والأفلام المتلفزة. كانت دونر مصوّرة استثنائية تعمل في مجال هيمن عليه الرجال، لتصبح المرأة الأولى التي انتسبت إلى التحالف الدولي لموظفي المسرح المسرحي، نقابة الكهرباء والكاميرا رقم 659.
أخيرًا، قررت دونر العمل منتجة مساعدة، فانضمت عام 1976 للعمل في إيه بي سي وايد وورلد أوف إنترتينمنت. بعد تعرضها لحادث سير وضعها أسيرة المشفى لشهور، بدأت دونر العمل برفقة أصدقاء كاتبي سيناريو وأصبحت محررة قصص/منفذة مبدعة في شرطة موتاون برودكشن. أدت مساهمتها في سيناريو ثانك غاد إتس فرايدي (حمدًا لله، إنه الجمعة) (1978) بها إلى منتجة منفذة للفيلم. أنتجت بعدها أوّل ظهور لها عام 1979 مع فيلم أماتشر نايت أت ذا ديكسي آند غريل، من كتابة وإخراج جويل شوماخر بأسلوب فيلم ناشفيل لروبرت أتمان. حصلت على عملها عبر سؤالها مباشرةً مدير برامج محطة إن بي سي تشارلز إنجل.

## إنتاجها السينمائي
خلال عملها في موتاون، أصبحت دونر صديقة شخصية للكاتب في مجلة ناشيونال لامبون جون هيوز، وأقنعته بكتابة نص سينمائي أصبح في ما بعد أول إنتاج سينمائي لها، الفيلم الكوميدي مستر موم (1983)، من بطولة مايكل كيتون. في السنة التالية، أقنعت ريتشارد دونر على إخراج فيلم ليدي هوك، ووقع كل منهما في حب الآخر، ليتزوجا بعد سنة من صدور الفيلم عام 1985. أنتجت بعدها فيلمين فقط من أعمال زوجها، راديو فلاير (1992)، وتايم لاين (2003). قالت إن علاقتهما المهنية ساعدتها على تعلم كيفية العمل على أفلام الأكشن: «لو لم أرَ كيفية عمله على أفلام الأكشن، لما امتلكت الدافع للاستمرار بسلسلة إكس مِن أو قسطنطين، أو أي من تلك». قادتها تجربتها مع كل من شوماخر وهيوز إلى دعوتهما إياها لإنتاج فيلم سانت إلموز فاير (1985) وبريتي إن بينك (1986)، وكلاهما فيلم إبداعي من حقبة برات باك. حظيت دونر بسنة ناجحة استثنائيًا عام 1993، مشرفةً على فيلمين ناجحين: ديف، وهو فيلم كوميديا سياسية، وفري ويلي، وهو فيلم عائلي عن صبي وحوته. في حين تُنسب جميع سلسلة أفلام إكس مِن إلى دونر، فقد كانت الأفلام الأخيرة التي أنتجتها بالفعل هي إكس مِن: ديز أوف فيوتشر باست وديدبول؛ تولى سايمون كينبرغ بقية الأفلام اللاحقة لتتمكن دونر عوضًا عن ذلك من إنتاج البرنامج التلفزيوني ليجون، مع تلقيها شرف الإنتاج فقط بدافع الولاء.

## أعمال

### أفلام
- (1978) حمدا لله - إنه الجمعة
- (1985) ليديهوك
- (1993) إطلاق سراح ويلي[11][12]
- (1995) إطلاق سراح ويلي 2
- (1997) بركان[13]
- (1998) لديك بريد[14]
- (2000) رجال-إكس[15][16]
- (2003) إكس 2[17][18][19]
- (2003) متزوجان للتو[20]
- (2005) قسطنطين[21]
- (2006)  الوقفة الأخيرة[22]
- (2006) هي الرجل[23]
- (2008) سيمي برو
- (2009)  وولفرين[24][25][26][27]
- (2009) فندق للكلاب[24][28]
- (2011)  الدرجة الأولى[29]
- (2013) الوولفيرين[30][31][32]
- (2014)  أيام المستقبل الماضي
- (2016) ديدبول[33]
- (2017) لوغان
- (2018) ديدبول 2[34]
- (2019) عنقاء الظلام[35][36]
- (2020) المتحولون الجدد

### مسلسلات
- ليجون

## وصلات خارجية
- لورين شولر دونر على موقع IMDb (الإنجليزية)
- لورين شولر دونر على موقع ألو سيني (الفرنسية)
- لورين شولر دونر على موقع أول موفي (الإنجليزية)
- لورين شولر دونر على موقع بوكس أوفيس موجو (الإنجليزية)
- لورين شولر دونر على موقع قاعدة بيانات الأفلام السويدية (السويدية)
- لورين شولر دونر على موقع ديسكوغز (الإنجليزية)
- لورين شولر دونر على موقع قاعدة بيانات الفيلم (الإنجليزية)
- لورين شولر دونر على موقع كينوبويسك (الروسية)